# Euphorbia megalatlantica
Euphorbia megalatlantica là một loài thực vật có hoa trong họ Đại kích. Loài này được Ball mô tả khoa học đầu tiên năm 1875.